# شراء إلكتروني

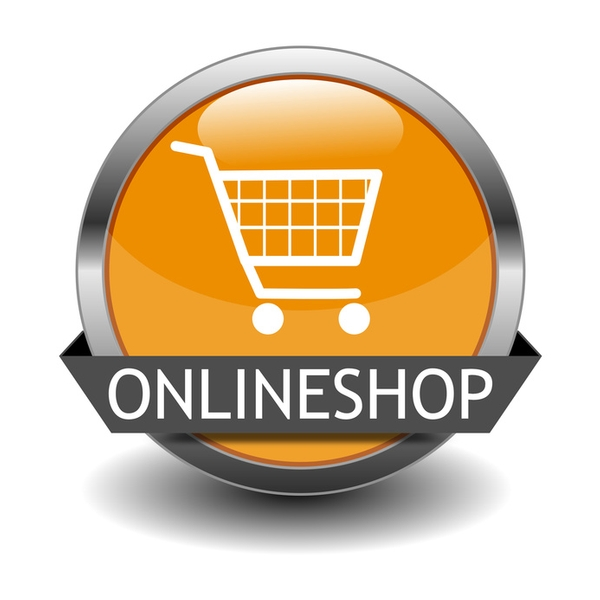

الشراء الإلكتروني (بالإنجليزية: E-procurement) وفي بعض الأحيان يسمى تبادل المورد، هي عمليات شراء وبيع لسلع أو خدمات، مابين مؤسسات الأعمال ببعضهم البعض أو أعمال للحكومة أو تجارة التجزئة بواسطة الإنترنت إلى جوار نظم المعلومات والشبكات الأخرى، مثل نظام تبادل البيانات الكترونيا، وتخطيط موارد المؤسسة.

## تعريف المشتريات الالكترونية
المشتريات الإلكترونية بأنها نوع من عمليات البيع والشراء ما بين المنتجين والمستهلكين، أو بين مؤسسات الأعمال ببعضهم البعض وذلك من خلال استخدام تكنولوجيا المعلومات والاتصالات.
وغالباً ماتسمح المواقع المنشأة على هذا الأساس للمستخدمين المؤهلين والمسجلين فيها بالبحث عن بائعين أو مشتريين لمنتجات أو خدمات، كما أنها تسمح لهم أيضًا بتحديد السعر أو بابتداء مزايدة جديدة.
أيضاً المشتريات الإلكترونية تسمح بتحويل بعض عمليات البيع والشراء إلى خدمة آلية. وتتم المشتريات الإلكترونية عن طريق برامج تتضمن إدارة المنتجين وبعض المميزات المعقده.

## عناصر المشتريات الالكترونية
1. طلب الحصول على معلومات.
2. طلب الحصول على اقتراح.
3. طلب الحصول على تسعيرة.
4. النقاط الثلاثة السابقة معاً.
5. برامج لإدارة مشاريع النقاط الثلاثة السابقة.

## أنواع المشتريات الالكترونية

### تخطيط موارد المؤسسات على الشبكة (Web-based ERP)
إنشاء أوامر الشراء والموافقة عليها، استلام البضائع والخدمات من خلال استخدام برمجيات نظام يستند على تقنية الشبكة العنكبوتية.

### الصيانة والفحص والإصلاح عن طريق الإنترنت (e-MRO)
كما هو موضح في النوع الأول، غير أن الطلبات ليس لها علاقة بالمنتج بذاته